# H. B. Barnum
H. B. Barnum (* 15. července 1936 Houston) je americký klavírista. Ve svých čtyřech letech vyhrál národní talentovou soutěž a hrál ve filmu Valley of the Sun Marches On. Svou první nahrávku vydal v roce 1950 a později působil v různých doo-wopových kapelách. Často také pracoval jako hudební aranžér skladeb hudebníků, jakými byli například Lou Rawls, Little Richard a Count Basie. Byl také vlastníkem hudebního vydavatelství Little Star Records.